# Protopiophila latipes
Protopiophila latipes är en tvåvingeart som först beskrevs av Johann Wilhelm Meigen 1838.  Protopiophila latipes ingår i släktet Protopiophila, och familjen ostflugor. Arten är reproducerande i Sverige.